# 大森不二香
大森 不二香（おおもり ふじか、1956年1月1日 - ）は、東京都出身の元女優、元子役。

## 人物
子役時代より、東映の特撮テレビドラマ、時代劇に多数出演。
1978年、石原プロモーション制作の刑事ドラマ『大都会 PARTIII』（日本テレビ）に城西署捜査課事務員・清水英子役でレギュラー出演。

## 出演作品

### テレビドラマ

#### 日本テレビ
- 超人バロム・1 第20話「魔人サソリルゲが地上を征服する!!」（1972年） - 明美
- 小さなスーパーマン ガンバロン 第5話「怪人ドワルキン! 怒りの挑戦状」、第6話「大ピンチ! あばけ悪魔の正体」（1977年） - 荒井先生
- 大都会 PARTIII（1978年 - 1979年） - 清水英子
- 桃太郎侍
  - 第19話「中仙道・鬼狩り道中」（1979年） - お加代
  - 第159話「田之助の婿入り志願」（1979年） - おなみ
  - 第198話「この子 どこの子 だあれの子」（1980年） - お初
- 土曜グランド劇場 / 熱中時代・刑事編 第14話「タンジョウビオメデトウ」（1979年） - 牧村の妻

#### TBS
- 東芝日曜劇場 / 想いでの雪 樋口一葉（1967年）
- ブラザー劇場
  - 刑事くん
    - 第1部 第24話「真心は涙に濡れて」（1972年）
    - 第2部 第53話「父と娘の旅」（1974年）

  - 若い!先生 第19話「二人だけの秘密」（1974年） - 山野直子
- ナショナル劇場 / 江戸を斬る 梓右近隠密帳 第2話「将軍の密使」（1973年） - お直
- 夜明けの刑事（1976年）
  - 第81話「横須賀ストーリー殺人事件」
  - 第87話「ママはライバル殺人事件」
- 大鉄人17 第20話「ガンバレ兄ちゃん! 栄光の甲子園」、第21話「守れ! 熱血の甲子園」（1977年） - 尾崎茂美
- 噂の刑事トミーとマツ 第1シリーズ 第17話「キン好きトミ好き、マツ嫌い」（1980年）

#### フジテレビ
- 快傑ライオン丸 第38話「ゴースンの秘密 怪人タツドロド」（1972年）※ノンクレジット
- 銭形平次 (大川橋蔵)
  - 第403話「八五郎病中記」（1974年） - お妙
  - 第436話「ともだち」（1974年） - おぬい
  - 第485話「お京の身代金」（1975年） - お京
  - 第721話「ひとりぼっちの反抗」（1980年）
- 新宿警察 第6話「純情無頼」（1975年）
- 事件(秘)お料理法 第7話「芸能プロ殺人事件」（1977年）
- 大捜査線（1980年）
  - 大捜査線 第10話「誘拐」
  - 大捜査線シリーズ 追跡 第37話「朝日のあたる家」

#### NET→テレビ朝日
- 悪魔くん 第5話「ペロリゴン」、第13話「ドクロンの踊り」（1966年） - 松本紅子
- 特別機動捜査隊
  - 第284話「こどもの暦」（1967年） - 君子
  - 第542話「男子禁制」（1972年） - ルミ子
  - 第785話「暴走時代」（1976年） - トモ子
- 忍者ハットリくん+忍者怪獣ジッポウ（1967年） - めぐみ
  - 第8話「助太刀は無用でござる」
  - 第14話「天下の名馬は流石でござる」
  - 第16話「これぞヤマトダマシイでござる」
- ジャイアントロボ 第17話「赤富士ダムを破壊せよ」（1968年） - 和美
- 仮面ライダーシリーズ
  - 仮面ライダー 第63話「怪人サイギャング 死のオートレース」（1972年） - 勝丸ミキ[2]
  - 仮面ライダーX 第30話「血がほしい― しびと沼のヒル怪人!!」（1974年） - くに子
- 変身忍者 嵐 第25話「恐怖怪談! 魔女ゴルゴン呪いの城!!」（1972年） - 村の娘（魔女ゴルゴン）
- 遠山の金さん捕物帳 第150話「我が子に殺しを教えた男」（1973年） - お咲
- ご存知遠山の金さん 第7話「星はきれいか悲しいか」（1973年） - お吉
- 次郎長三国志 第3話（1974年）
- 賞金稼ぎ 第11話「宿場のガンスモーク」（1975年） - おゆき
- 非情のライセンス 第2シリーズ 第41話「生きてるだけの兇悪」（1975年） - 由紀
- 燃える捜査網 第11話「女の仮面をはがせ!」（1975年）
- 遠山の金さん 第1シリーズ
  - 第31話「明日に別れの賽を振れ!!」（1976年）
  - 第74話「団子坂しぐれて候」（1977年）
- 超神ビビューン 第10話「手が出て襲う? 幸運の古鞄」（1976年） - ヨシコ
- ポーラ名作劇場 / 天の花と実（1977年）
- 人形佐七捕物帳 第24話「他人の名で死ぬ男」（1977年） - お民
- 吉宗評判記 暴れん坊将軍
  - 第4話「遥かなる遠き日の母」（1978年） - 浪江
  - 第86話「天下御免の大泥棒」（1979年） - お貞
- 浮浪雲 第20話（1978年） - きよ
- 必殺仕事人 第14話「情は人のためにならないか?」（1979年）
- 特捜最前線 第131話「6000万の美談を狩れ!」（1979年）
- 長七郎天下ご免! 第11話「泣き笑いにせ者人生」（1980年） - 八重
- 土曜ワイド劇場 / 京舞妓殺人事件 恐怖の浮気出張（1980年）
- 文吾捕物帳 第18話「ここほれ子猫」（1982年）

#### 東京12チャンネル→テレビ東京
- プレイガールシリーズ
  - プレイガール
    - 第80話「女をひと皮むいたとき」（1970年）
    - 第275話「怪談 血煙りに浮ぶ女」（1974年） - 朱美
    - 第277話「高校生売春殺人事件」（1974年） - あけみ
    - 第279話「トルコ嬢殺人事件」（1974年） - 片桐ジュン

  - プレイガールQ
    - 第5話「ハイティーン残酷私刑（リンチ）」（1974年） - マコ
    - 第43話「ハイティーン裸の暴走族」（1975年） - 由紀
    - 第55話「娘たちは裸で燃える」（1975年） - 中田すみ枝
    - 第60話「聖夜に燃える熱い肌」（1975年） - ひろ子
- 大江戸捜査網
  - 第2シリーズ 第20話「太陽に背いた男」（1972年）
  - 第3シリーズ
    - 第370話「明日を夢見る浮草の女」（1980年）
    - 第389話「荒波を斬る隠密同心」（1981年）
    - 第390話「海鳴りの里に泣く遊女」（1981年）
    - 第407話「訴状を託された娘」（1981年）
- 忍者キャプター 第14話「火忍キャプターは二度死ぬ」（1976年） - ゆき
- 快傑ズバット 第23話「大神家一族の三姉妹と天一坊」（1977年） - 大神小雪
- 斬り捨て御免! 第2シリーズ 第10話「狼どもの血祭り仁義」（1981年）

### 映画
※『青春狂詩曲』以外、東映配給作品
- 喜劇急行列車（1967年） - 青木つばめ
- あゝ予科練（1968年） - 和久正子
- 女番長 感化院脱走（1973年） - 広田ユキ
- 青春狂詩曲（1975年、共同映画） - 由美
- 華麗なる追跡（1976年） - 青木凪子
- お祭り野郎 魚河岸の兄弟分（1976年）
- トラック野郎・望郷一番星（1976年） - 竹美
- 男組 少年刑務所（1976年） - 洋子
- ビューティ・ペア 真赤な青春（1977年） - 看護婦